# Xanthocanace ranula
Xanthocanace ranula is een vliegensoort uit de familie van de Canacidae. De wetenschappelijke naam van de soort is voor het eerst geldig gepubliceerd in 1874 door Loew.